# Al-Ahly Benghazi
El Al-Ahly Sports Cultural & Social Club (en árabe: النادي الأهلي الرياضي‎) es un club de fútbol de Libia que juega en la Liga Premier de Libia, la liga de fútbol más importante del país.

## Historia
Fue fundado en el año 1947 en la ciudad de Bengasi y es una de las ramas de la parte política de la sociedad de Omar al Mukhtar. Como equipo profesional nació en 1947, pero ya existía desde antes, siendo el equipo más apoyado de Bengasi, famoso por la pasión, la lealtad y por algunas acciones violentas en tiempos de frustración.
Su estadio original fue demolido en el año 2000 por el gobierno de Muhammad Ghadaffi tras insultar los aficionados a Saadi Gaddafi. Debido a ello, el régimen de Ghadaffi prohibió la participación del club en cualquier competición hasta 2005. Cuenta con equipos de baloncesto y voleibol.

## Palmarés
- Liga Premier de Libia: 4

1969/70, 1971/72, 1974/75, 1991/92
Subcampeones:11
1963/64, 1968/69, 1970/71, 1972/73, 1975/76, 1984/85, 1987/88, 1998/99, 2008/09, 2009/10
Semifinales:7
1963/64, 1975/76, 1982/83, 1984/85, 1985/86, 1990/91, 1995/96,
- Copa de Libia: 5

1980, 1981, 1988, 1991, 1996
- Campeonato de Este de Libia: 6

1957, 1960, 1963, 1964, 1968, 1970
- Campeonato de Benghazi: 4

1950, 1951, 1954, 1956

## Participación en competiciones de la CAF
| Temporada | Torneo                            | Ronda          | Club                 | Casa  | Visita | Global      |
| --------- | --------------------------------- | -------------- | -------------------- | ----- | ------ | ----------- |
| 1971      | Copa Africana de Clubes Campeones | 1              | Espérance ST         | 0-0   | 0-1    | 0-1         |
| 1973      | Copa Africana de Clubes Campeones | 1              | Ismaily SC           | 0-1   | 1-4    | 1-5         |
| 1976      | Copa Africana de Clubes Campeones | 1              | MC Alger             | 3-2   | 1-3    | 4-5         |
| 1981      | Recopa Africana                   | 1              | Stationery Stores    | 1-0   | 0-1    | 1-1 (4-5 p) |
| 1992      | Recopa Africana                   | 1              | Olympic FC           | 0-0   | 0-1    | 0-1         |
| 1999      | Copa CAF                          | 1              | Wydad Casablanca     | 0-2   | 1-1    | 1-3         |
| 2001      | Liga de Campeones de la CAF       | 1              | CR Belouizdad        | 1-1   | 0-2    | 1-3         |
| 2009      | Copa Confederación de la CAF      | Preliminar     | Hay El-Arab          | 1-0   | 0-1    | 1-1 (3-2 p) |
| 2009      | Copa Confederación de la CAF      | 1              | CS Sfaxien           | 2-1   | 1-4    | 3-5         |
| 2010      | Liga de Campeones de la CAF       | Preliminar     | Djoliba AC           | 0-0   | 0-1    | 0-1         |
| 2014      | Liga de Campeones de la CAF       | Preliminar     | Foullah Edifice FC   | 4-0   | 0-2    | 4-2         |
| 2014      | Liga de Campeones de la CAF       | 1              | Berekum Chelsea      | 2-0   | 1-1    | 3-1         |
| 2014      | Liga de Campeones de la CAF       | 2              | Al-Ahly              | 1-0   | 3-2    | 4-2         |
| 2014      | Liga de Campeones de la CAF       | Fase de grupos | Espérance ST         | 3-2   | 0-1    | 4.º lugar   |
| 2014      | Liga de Campeones de la CAF       | Fase de grupos | ES Sétif             | 0-2   | 1-1    | 4.º lugar   |
| 2014      | Liga de Campeones de la CAF       | Fase de grupos | CS Sfaxien           | 0-1   | 1-3    | 4.º lugar   |
| 2018/19   | Liga de Campeones de la CAF       | Preliminar     | FC Nouadhibou        | 2-0   | 1-2    | 3-2         |
| 2018/19   | Liga de Campeones de la CAF       | 1              | Mamelodi Sundowns FC | 0-0   | 0-4    | 0-4         |
| 2018/19   | Copa Confederación de la CAF      | Playoff        | NA Hussein Dey       | 1-0   | 1-3    | 2-3         |
| 2020/21   | Liga de Campeones de la CAF       | Preliminar     | Mekelle 70 Enderta   | w.o.1 | w.o.1  | w.o.1       |
| 2020/21   | Liga de Campeones de la CAF       | 1              | Espérance ST         | 0-0   | 2-3    | 2-3         |
| 2020/21   | Copa Confederación de la CAF      | Playoff        | DC Motema Pembe      | 1-1   | 1-1    | 2-2 (8-7 p) |
| 2020/21   | Copa Confederación de la CAF      | Fase de grupos | Enyimba FC           | 1-0   | 1-2    | 4° lugar    |
| 2020/21   | Copa Confederación de la CAF      | Fase de grupos | Orlando Pirates      | 0-0   | 0-3    | 4° lugar    |
| 2020/21   | Copa Confederación de la CAF      | Fase de grupos | ES Sétif             | 1-0   | 0-1    | 4° lugar    |
| 2023/24   | Liga de Campeones de la CAF       | 1              | Enyimba FC           | 4-3   | 0-0    | 4-3         |
| 2023/24   | Liga de Campeones de la CAF       | 2              | ASEC Mimosas         | 0-0   | 1-2    | 1-2         |
| 2024/25   | Liga de Campeones de la CAF       | 1              | Al-Hilal Omdurmán    | 0-1   | 1-1    | 1-2         |

1- Mekelle 70 Enderta no llegó con al menos 15 jugadores para el partidos de ida argumentando la guerra de Tigray, por lo que fue descalificado.

## Cuerpo técnico
-  Raziqallah Abdo (Equipo U-19), (Asistente del Entrenador)
-  Muhammad Al Bousseffi (Primer Equipo), (Entrenador de Porteros)
-  Mohammed Al Sharef (Equipo U-19), (Entrenador)
-  Hashim Alfllah (Primer Equipo), (Doctor)
-  Wanis Kheir (Primer Equipo), (Asistente del Entrenador)
-  Tariq Thabit (Primer Equipo), (Entrenador)

## Jugadores

### Jugadores destacados
| - Salem Al Bargathy - Ali Al Beshari - Abdelfatah Al Farjani - Saad Al Fazani - Qa'am - Abdeljelil Al Hashani - Abdelkader Al Khateti - Ramzi Al Kowafi - Naji Al Ma'adani | - Mostafa Al Makki - Emhamed Al Shrif - Beonedo - Khaled Al Zawi - Ramadan Barnaoui - Ahmed Ben Sawed - Ali Boaod - Mahmod Al Zaroq Boseta - Abdelsalam Musa Goada | - Ibrahim Kelfa - Wanes Khaer - Taher Khawaja - Ali Mersal - Housien Omran - Al Faitori Ragab - Faraj Sati |

### Capitanes del Equipo Desde su fundación
- Salem Al Bargathy (1950-56)
- Ali Al Beshari
- Abdelfatah Al Farjani
- Saad Al Fazani
- Mohammed Al Haddad
- Abdeljelil Al Hashani
- Abdelkader Al Khateti
- Ramzi Al Kowafi
- Naji Al Ma'adani
- Mostafa Al Makki (19??-67)
- Emhamed Al Shrif
- Ahmed Al Tharat
- Khaled Al Zawi
- Moataz Ben Amer (2006-)
- Ahmed Ben Sawed
- Ali Boaod
- Mahmod Al Zaroq Boseta (1956-??)
- Abdelsalam Musa Goada
- Ibrahim Kelfa
- Wanes Khaer
- Taher Khawaja
- Ali Mersal
- Housien Omran (2004-06)
- Al Faitori Ragad
- Faraj Sati
- Abdelfatah Al-Farjani
- Ramzi Al Kowafi
- Ali Al-Beshari
- Khaled Al Zawi
- Mohamed Al-Beshari
- Wanes Khaer
- Fathi Jouma
- Naji Al-Moghrabi
- Khaled Al-Abdili
- Housien Omran
- Kahled Al-Mesalati
- Faisal Bushala
- Jalal Al-Mesalati
- Rezgala Abdu
- Moataz Ben Amer (2006–)
- Ahmed Zuway
- Ahmed Al-Abidi
- Fathi Rahel
- Abdelrahman Al-Omami
- Ahmed Al-Amari
- Ibrahim Al-Abidi
- Waled Al-Derisi
- Hashem Dala
- Ahmed Ahwaidi
- Abdeljawad Rezeq
- Mutasembellah El-Taib (??-2019)
- Morad El-Wheshy (2022-presente)

## Entrenadores
- Thomson (años 60's)
- Mohamed Abdou Saleh El-Wahsh (1969–72)
- Nicolae Oaida (1972–74)
- Albert Flórián (1978–85)
- Abdeljelil Al Hashani (1985–??)
- Ahmed Ben Sawed (1987–88)
- (1990–91)
- Abdeljelil Al Hashani (1991–93)
- Ahmed Ben Sawed (1994–95)
- Saïd Amara (1996–99)
- Hassan Shehata (1999)
- Club no reconocido por la Federación de Fútbol de Libia (1999–04)
- Ahmed Ben Sawed (2004–05)
- Al Tayeb Abu Hafs (2005–07)
- Abderrahmane Mehdaoui (2007–08)
- Draghon (2008–09)
- Dutra Santos (Ago 2009–Nov 09)
- Helmi Toulan (Nov 2009–Dic 09)
- Draghon (Dic 2009–10)
- Tariq Thabit (2010–11)
- Faisal Aboshala (2011-12)
- Nasreddine Nadi (2012-13)
- Tarek El Ashry (2013-14)
- Tariq Thabit (2015-16)
- Nasser Alakhdiri (2016-21)
- Rodion Gačanin  (2021-22)
- Faouzi Benzarti (julio 2022)
- Chiheb Ellili (Ago – Dic 2022)
- Lassaad Dridi (Dic 2022 – Presente)